# Ampedus longipennis
Ampedus longipennis là một loài bọ cánh cứng trong họ Elateridae. Loài này được Notman miêu tả khoa học năm 1921.